# GamesRadar+
GamesRadar+ (anteriorment GamesRadar) és un lloc web d'entreteniment que ofereix notícies, previsualitzacions i valoracions de videojocs. És propietat de Future US (filial de Future plc). A finals del 2014, diversos altres llocs web propietat de Future Publishing, Total Film, SFX, Edge i Computer and Video Games es fusionaren amb GamesRadar. El web resultant fou reanomenat GamesRadar+ el novembre d'aquell any.